# Marc Veturi Cras Cicurí
Marc Veturi Cras Cicurí (en llatí Marcus Veturius TI. F. SP. N. Crassus Cicurinus) va ser un magistrat romà. Era de la família patrícia dels Cicurí, una branca de la gens Vetúria.
Va ser elegit tribú amb potestat consolar l'any 399 aC, quan es van celebrar per primera vegada a Roma uns lectisternia, banquets oferts als déus en moments de calamitats públiques, on es paraven llits per ajeure-hi les seves imatges. Va ser l'únic patrici elegit per aquest càrrec en aquell any, ja que els seus cinc col·legues eren tots plebeus. Els altres tribuns van ser Voleró Publili Filó, Marc Pomponi Rufus, Gai Duili Llong, Gneu Genuci Augurí i Luci Atili.